# Nokia Lumia 510
O Nokia Lumia 510 é o primeiro smartphone da geração do Windows Phone 7.5.

## Lançamento
O Lumia 510 foi anunciado pela Nokia em novembro de 2012.

## Especificações

### Tela
Possui uma tela de 4 polegadas com 480 x 800 pixels e 233 ppi.

### Câmera
O Lumia 510 possui uma câmera de 5 megapixels sem flash.

### Hardware e processamento
O conjunto de processamento do Lumia 510 conta com chipset Qualcomm Snapdragon S1 MSM7227A / ARM Cortex-A5, 800Mhz 32bits Single-Core e GPU Adreno 200 e memória RAM de apenas 256MB.

### Armazenamento e Micro-SIM
O Lumia 510 usa um cartão micro-SIM. Todos os dados são armazenados na memória flash 7GB. Não possui expansão via cartão SD.

### Energia e Bateria
- Bateria interna de íon de lítio recarregável;
- Bateria removível;
- Carga via USB do computador ou carregador de tomada;
- Tempo de conversação: Até 380 minutos;
- Tempo em espera: Até 738 horas;

### Conteúdo da caixa
- Aparelho lumia 510;
- Carregador Nokia;
- Manual de usuário.